# Victor-Laurent Tremblay
Victor-Laurent Tremblay est un professeur émérite de littérature et culture québécoises à l’Université Wilfrid-Laurier et un écrivain.

## Biographie
Originaire des Éboulements (Charlevoix), Victor-Laurent Tremblay a obtenu en 1966 un baccalauréat en éducation de l’Université de Sherbrooke. Après quelques années dans l’enseignement au niveau secondaire et dans l’armée canadienne comme lieutenant, il a poursuivi ses études supérieures à l’University of British Columbia (maîtrise en 1980, doctorat en 1985) tout en travaillant dans l’hôtellerie.
Par la suite, il a enseigné le français ainsi que la littérature et la culture québécoises à l’Université Wilfrid-Laurier où, depuis 2011, il est professeur émérite.
En 1991, il a publié Au commencement était le Mythe (Presses de l’Université d’Ottawa), en 2005, Invitation à écrire (Canadian Scholars’ Press Inc.), un ouvrage pédagogique dont il est coauteur, et, en 2011, Être ou ne pas être un homme. La Masculinité dans le roman québécois (Éditions David).
Tout au long de sa carrière, il a aussi fait paraître de nombreux articles, traitant de mythanalyse et de masculinité, dans des revues littéraires nationales et internationales. Ses recherches ont été, entre autres, influencées par les travaux de René Girard, Gilbert Durand, Mikhaïl Bakhtine et par l’anthropologie générative d’Eric Gans.

## Essais littéraires
- Être ou ne pas être un homme. La Masculinité dans le roman québécois, Ottawa, Éditions David, 2011, 532 p.
- Au commencement était le Mythe. Introduction à une mythanalyse globale avec application à la culture traditionnelle québécoise, Ottawa, Presses de l’Université d’Ottawa, 1991, 362 p.

## Ouvrage pédagogique
- Invitation à écrire, avec Catherine Black and Louise Chaput, Toronto, Canadian Scholar’s Press Inc., 2005, 112 p. (Version annotée et disque compact pour le professeur)

## Articles
- « Un dieu chasseur de Jean-Yves Soucy : rituel de virilité dans un monde féministe! » in Nouvelles masculinités?, Isabelle Boisclair, éd., Nota Bene, coll. «Littérature(s)», 2007, p. 49-70.
- « L’Héritage de Tristan et Iseult dans la poésie du XIXème siècle » in Amour, passion, volupté, tragédie : le sentiment amoureux dans la littérature française, Biarritz, Atlantica Éditions, 2007, p. 147-64.
- « Hockey et masculinité dans le roman québécois » in  The French Review, Vol. 78, No. 6 (a special Quebec number), May 2005, p. 1104-16.
- « La Quête de pouvoir avortée dans La Guerre, yes, sir! » in Québec Studies, 34 (Winter 2003), p. 59-67.
- « L’Ambiguïté de Neuf jours de haine : roman de guerre dionysiaque et canadien? » in Studies in Canadian Literature / Études en littérature canadienne, 27 (Fall 2002/Winter 2003), p. 88-103.
- « Masculinité, guerre de 14-18 et trou de mémoire collectif au Québec » in La Revue française, No. 12, Décembre 2001, p. 187-200.
- « Le Mauvais livre d’André Béland » in Dalhousie French Studies, vol. 57, Winter 2001,  p. 99-116.
- « La Belle Bête de Marie-Claire Blais: du conte éponyme à l’histoire familiale » in Canadian Literature, vol. 169, Summer 2001, p. 13-30.
- « L’Inversion mythique dans La Belle Bête de Marie-Claire Blais » in Studies in Canadian Literature/Études en littérature canadienne, vol. 25, no. 2, 2000, p. 74-95
- « L’Intertexte de l'homosexualité dans Orage sur mon corps d’André Béland »  in Canadian Literature, Number 159, Winter 1999, p. 141-60.
- « Dédoublement et transgression dans Minuit chrétiens de Jean Éthier-Blais» in Studies in Canadian Literature/Études en littérature canadienne, Vol. 23.2, 1998, p. 109-21.
- « L’Androgyne dans Journal d’un hobo de Jean-Jules Richard » in Studies in Canadian Literature/Études en littérature canadienne, Vol. 21.2, 1996, p. 62-88.
- « L’Art masculin de réussir dans Jean Rivard » in Canadian Literature, Number 151, Winter 1996, p. 47-63.
- « La Réception critique d’un mauvais livre: Orage sur mon corps d’André Béland » in Québec Studies, Vol. 22, 1996, p. 177-88.
- « La Désintégration de la quête virile dans En attendant Godot » in Francographies, 1996, No. 5, Nouvelle Série, p. 87-105.
- « Réévaluer Au pied de la Pente douce » in Québec Studies, Vol. 17, Fall 1993/Winter 1994, p. 151-68.
- « Who Bewitched the Witch? » in Canadian Children's Literature/Littérature pour la jeunesse, No. 72, Winter 1993, p. 38-48.
- « Le Mythe des jambes chez Roger Lemelin » in Voix et Images, No. 53, Hiver 1993, p. 351-70.
- « Qui es-tu, Paquita? » in Modern Language Studies, Vol. XXII, No. 1, Winter 1992, p. 57- 64.
- « Artaud, schizophrène universel » in LittéRéalité, Vol. 3, No. 2, Automne/Fall 1991, p. 36-66.
- « Camus en équilibre » in Bulletin de la Société des Professeurs français en Amérique, Hiver 1991, p. 95-104.
- « Démasquer La Fille aux yeux d’or » in Nineteenth-Century French Studies, Vol. 19, No. 1, Fall 1990, p. 72-82.
- « Entre le Mythe et l’Histoire: l’oscillation du romanesque » in  The Canadian Modern Language Review/La Revue canadienne des langues vivantes, Vol. 46, No. 1, October /octobre 1989, p. 204-13.
- « Les Structures narratives et mythiques d’Angéline de Montbrun » in  Canadian Literature, No. 121, Summer 1989, p. 198-204.
- « La Structure mytho-rituelle de l'imaginaire camusien » in  The French Review, Vol. 62, No. 5, April 1989, p. 783-93.
- « L’Art de la fugue dans Le Loup de Marie-Claire Blais » in  The French Review, Vol. 59, No. 6 (a special Quebec number), May 1986, p. 911-21.